# Fanny Chmelar
Fanny Chmelar, nemška alpska smučarka, * 31. oktober 1985, Weilheim.
Nastopila je na Olimpijskih igrah 2010, kjer je odstopila v slalomu. V treh nastopih na svetovnih prvenstvih je najboljšo uvrstitev dosegla leta 2009 z osmim mestom v isti disciplini. V svetovnem pokalu je tekmovala osem sezon med letoma 2005 in 2013 ter dosegla eno uvrstitev na stopničke v slalomu. V skupnem seštevku svetovnega pokala je bila najvišje na 41. mestu leta 2009, leta 2010 je bila dvanajsta v slalomskem seštevku.